# John Oster
John Morgan Oster (født 8. december 1978 i Boston, England) er en engelskfødt walisisk tidligere fodboldspiller (midtbane).
Oster tilbragte hele sin karriere i engelsk fodbold, hvor han spillede i Premier League for både Everton Sunderland og Reading. Han havde også ophold i flere klubber i de lavere rangerende rækker, og stoppede karrieren i 2015.
I perioden 1997-2004 spillede Oster 13 kampe for det walisiske landshold. Han debuterede for holdet i oktober 1997 i en VM-kvalifikationskamp mod Belgien og spillede sin sidste landskamp syv år senere mod Nordirland.